# Sławice Duchowne
Sławice Duchowne este o arie protejată (sit de importanță comunitară — SCI) din Polonia întinsă pe o suprafață de 4,41 ha, integral pe uscat.

## Localizare
Centrul sitului Sławice Duchowne este situat la coordonatele 50°18′56″N 20°04′16″E / 50.3156°N 20.0712°E.

## Înființare
Situl Sławice Duchowne a fost declarat sit de importanță comunitară în octombrie 2009 pentru a proteja un număr necunoscut de specii din flora spontană și fauna sălbatică aflate în arealul zonei.

## Biodiversitate
Situată în ecoregiunea continentală, aria protejată conține 1 habitat natural: Pajiști uscate seminaturale și facies de acoperire cu tufișuri pe substraturi calcaroase (Festuco-Brometalia) (* situri importante pentru orhidee).
La baza desemnării sitului se află un număr nedeclarat de specii protejate.